# Ruta 226 (Costa Rica)
La Ruta 12, oficialmente Ruta Nacional Primaria 12, es una ruta nacional de Costa Rica ubicada en las provincias de San José y Cartago.

## Descripción
En la provincia de San José, la ruta atraviesa el cantón de Desamparados (el distrito de San Cristóbal), el cantón de Tarrazú (el distrito de San Marcos), el cantón de Dota (los distritos de Santa María, Jardín de Dota), el cantón de León Cortés Castro (los distritos de San Pablo, San Andrés, Santa Cruz, San Antonio).
En la provincia de Cartago, la ruta atraviesa el cantón de El Guarco (el distrito de San Isidro).